# فلوروژستون استات
فلوروژستون استات (به انگلیسی: Flurogestone acetate) با فرمول شیمیایی C۲۳H۳۱FO۵ یک ترکیب شیمیایی با شناسه پاب‌کم ۱۱۸۹۰۴۶۶ است. که جرم مولی آن ۴۰۶٫۴۹ g/mol می‌باشد. 